# Charles Schmidt (Archivar)
Charles Schmidt (* 21. Oktober 1872 in Sankt Diedolt, Département Vosges; † 6. Februar 1956 in Sceaux, Département Hauts-de-Seine) war ein französischer Archivar und Historiker.

## Leben
Schmidt war Sohn des evangelisch-lutherischen Pastors Charles Schmidt aus Straßburg, Enkel des Theologen und Historikers Charles Schmidt und durch seine Schwester Elisabeth (1871–1964) Schwager des Germanisten Charles Andler. Nach dem Lycée Janson de Sailly in Paris ging er auf die Universität von Paris (Sorbonne). An der École nationale des chartes schloss er 1897 ein Studium des Archivwesens ab. 1905 promovierte er an der geisteswissenschaftlichen Fakultät der Sorbonne mit der Arbeit Le grand-duché de Berg (1806–1813), einem grundlegenden Werk über die Geschichte des Großherzogtums Berg und die Vorherrschaft Frankreichs in Deutschland unter Napoleon I.
Als junger Archivar arbeitete er 1897 für das Archiv des Département Yonne, ab 1899 für das französische Nationalarchiv. Ab 1902 veröffentlichte er Schriften zu verschiedenen archivarischen Quellen aus der französischen Geschichte seit 1789 und der Wirtschaftsgeschichte des 19. Jahrhunderts, etwa auch in der Vierteljahrschrift für Sozial- und Wirtschaftsgeschichte. Nach dem Waffenstillstand von Compiègne  war er 1919 für die Umstrukturierung der Archive Elsaß-Lothringens verantwortlich und wurde dann zum Direktor dieser Archive ernannt.
Am 15. Januar 1919 erhielt er den staatlichen Auftrag, in das Hauptquartier der französischen Heeresleitung unter Ferdinand Foch nach Luxemburg zu reisen und sich von dort aus bei den französischen und alliierten Armeen, die vor der Unterzeichnung eines Friedensvertrages und der Einrichtung der Interalliierten Rheinlandkommission die Territorialgewalt im besetzten Rheinland ausübten, akkreditieren zu lassen. Vom 18. bis 31. Januar 1919 besuchte er dann die rheinischen Staatsarchive in Darmstadt, Düsseldorf, Koblenz und Speyer, wobei er sich über Bestände informierte und weitere französische Archivbenutzungen ankündigte, die schließlich einen Zeitraum von mehr als zwei Jahren in Anspruch nahmen. 1921 veröffentlichte er über Quellen der Geschichte der Rheingebiete von 1792 bis 1814 in rheinischen Archiven und in Paris sowie 1922 über Geheimpläne der deutschen Politik in Elsaß-Lothringen (1915–1918).
Mit Erlass vom 15. Januar 1928 wurde Schmidt als Nachfolger von Alexandre Vidier (1874–1927) zum Generalinspektor der französischen Bibliotheken und Archive ernannt. Ende 1940 wurde er pensioniert, ab dem 1. Januar 1941 ersetzte ihn Marcel Bouteron.
Schmidt war Ehrenpräsident der Société de l’École de chartes, der Société d’histoire moderne, der Société de l’histoire de 1848, der Association des archivistes français und der Société de l’Histoire du Protestantisme Français.

## Werke (Auswahl)
- Le grand-duché de Berg (1806–1813). Étude sur la domination française en Allemagne sous Napolèon Ier. Paris 1905 (Digitalisat).
- Les sources de l’histoire des territoires rhénans de 1792 à 1814 dans les archives rhénanes et à Paris. Paris 1921.
- Les plans secrets de la politique allemande en Alsace-Lorraine (1915–1918). Paris 1922.